# Max Courtillon
Max Courtillon est un athlète français, né à Rennes le 11 janvier 1927 et mort à Chalon-sur-Saône le 7 juin 2017, détenteur de plusieurs records du monde d'ultrafond dans sa catégorie d'âge.

## Biographie
Max Courtillon se met tardivement à la course à pied, peu après 50 ans. Il détient toujours trois records du monde dans sa catégorie d'âge, dont une 5e place toutes catégories aux championnats du monde des 24 heures en 1990 avec 240,790 km à 63 ans.
Il était professeur d'anglais à Chalon-sur-Saône et en avait été conseiller municipal. Il était également président de l'office de la culture et de la vie associative.

## Records du monde
Statistiques de Max Courtillon d'après l'International Association of Ultrarunners (IAU) :
- 100 km route : 8 h 53 min 45 s aux SSC Hanau-Rodenbach en 1997, catégorie plus de 70 ans
- 24 heures en salle : 240,790 km aux championnats des 24 h à Milton Keynes en 1990, catégorie plus de 60 ans
- 24 heures route : 193,725 km aux 24 heures Self-Transcendence de Bâle en 1997, catégorie plus de 70 ans

## Records de France
Statistiques de Max Courtillon d'après la Fédération française d'athlétisme (FFA) :
- 100 km route : 8 h 10 min 54 s en 1988, catégorie plus de 60 ans
- 100 km piste : 9 h 52 min 11 s à Winschoten en 1998, catégorie plus de 70 ans

## Records personnels
Statistiques de Max Courtillon d'après la Deutsche Ultramarathon-Vereinigung (DUV) :
- 50 km route : 4 h 8 min 44 s aux championnats du monde IAU des 100 km de Winschoten en 1995 (50 km split)
- 12 h en salle : 124,635 km aux championnats du monde IAU des 24 heures de Milton Keynes en 1990 (12 h split)
- Spartathlon : 246 km en 30 h 46 min 47 s entre Athènes et Sparte en 1989[7]
- 6 jours piste : 675,1 km aux 6 jours de Track Race Gateshead en 1990